# يوغين جيكوبتشيتش
يوغين جيكوبتشيتش (1898 – 30 يونيو 1980) هو مبارز بالسيف يوغوسلافي راحل، مثّل بلاده في الألعاب الأولمبية الصيفية 1936.

## روابط خارجية
يوغين جيكوبتشيتش على موقع أوليمبيديا (الإنجليزية)